# LII Korpus Armijny (III Rzesza)
LII Korpus Armijny – korpus piechoty Wehrmachtu, uczestniczył w ataku na Związek Radziecki.
Korpus został sformułowany 25 października 1940 roku w Kolonii w Okręgu Wojskowym nr VI. Uczestniczył w ataku na ZSRR, gdzie walczył przeciw Armii Czerwonej w latach 1941-1944. LII KA w walkach na terytorium Związku Radzieckiego dowodzony był m.in. przez gen. Kurta von Briesena i wchodził w skład  17 Armii. 
Rozbity został przez Armię Czerwoną w sierpniu 1944 roku w Rumunii. Dowództwo LII KA zostało rozwiązane 27 września 1944 roku.

## Dowództwo korpusu
Dowódcy:
- gen. Kurt von Briesen (25.11.1940- 20.11.1941
- gen. por. Albert Zehler 20.11.1941 - 10.12.1941
- gen. Eugen Ott 10.12.1941 - 1.10.1943
- gen. Hans-Karl von Scheele 1.10.1943 - 20.11.1943
- gen. Erich Buschenhagen 20.11.1943 - 1.02.1944
- gen. Rudolf von Bünau 1.02.1944 - 1.04.1944
- gen. Erich Buschenhagen 1.04.1944 - zniszczenia korpusu w sierpniu 1944[4]

Szefowie sztabu:
- ppłk Hans Clausius (listopad 1940 - 1.06.1941)
- płk Hans Doerr (1.06.1941 - wrzesień 1942)
- ppłk Werner Pistorius (wrzesień 1942 - kwiecień 1944)
- płk Hans Ehlert (kwiecień 1944 - sierpień 1944)[4]

## Struktura organizacyjna
Skład 22 czerwca 1941 roku:
- 101 Dywizja Lekka
- 1 Dywizja Piechoty (słowacka)
- 2 Dywizja Piechoty (słowacka)

Skład korpusu w czerwcu 1944 roku:
- 17 Dywizja Piechoty
- 294 Dywizja Piechoty
- 320 Dywizja Piechoty
- 4 Dywizja Górska
- 97 Dywizja Strzelecka
- GT A (po rozwiązaniu 20.07.1944, utworzono z niej 161 DP)

Skład korpusu w sierpniu 1944 roku:
- 161 Dywizja Piechoty
- 294 Dywizja Piechoty
- 320 Dywizja Piechoty
- 4 Dywizja Górska